# Palpares sobrinus
Palpares sobrinus är en insektsart som beskrevs av Louis Albert Péringuey 1911. Palpares sobrinus ingår i släktet Palpares och familjen myrlejonsländor. Inga underarter finns listade i Catalogue of Life.